# Dławik indukcyjny (maszyna indukcyjna)

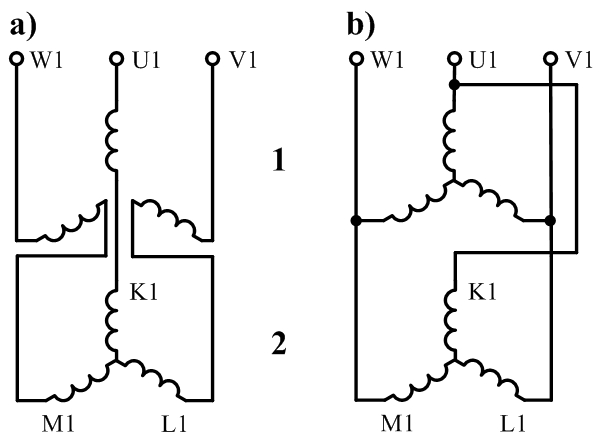
Schemat połączeń uzwojeń indukcyjnego silnika trójfazowego: a) szeregowo; b) równolegle.
1 – uzwojenia stojana, 2 – uzwojenia wirnika.

Dławik indukcyjny – dławik o regulowanej reaktancji otrzymany z maszyny indukcyjnej pierścieniowej w wyniku połączenia szeregowego lub równoległego odpowiadających sobie uzwojeń fazowych stojana i wirnika.
W przypadku dławika o uzwojeniach połączonych szeregowo impedancja może być regulowana przez zmianę położenia wirnika względem stojana. Zakres regulacji zawiera się w przedziale od {\displaystyle {\underline {Z}}_{min}} do {\displaystyle {\underline {Z}}_{max}}
{\displaystyle {\underline {Z}}_{min}=R_{s}+R_{r}+j[X_{ls}+X_{lr}+X_{m}(1-K^{2})],}
{\displaystyle {\underline {Z}}_{max}=R_{s}+R_{r}+j[X_{ls}+X_{lr}+X_{m}(1+K^{2})],}
gdzie:
{\displaystyle K} – stosunek liczby zwojów szeregowych uzwojenia fazowego wirnika do stojana pomnożonych przez współczynniki uzwojeń,
{\displaystyle R_{s},} {\displaystyle R_{r}} – rezystancje uzwojeń stojana i wirnika,
{\displaystyle X_{ls},} {\displaystyle X_{lr}} – reaktancje rozproszenia uzwojeń stojana i wirnika,
{\displaystyle X_{m}} – reaktancja główna stojana wyznaczona w przybliżeniu ze wzoru:
{\displaystyle X_{m}\approx {\frac {U_{phs}}{I_{0}}},}
gdzie:
{\displaystyle U_{phs}} – napięcie fazowe stojana,
{\displaystyle U_{phs}} – prąd biegu jałowego maszyny włączonej jako silnik.
Najszerszy zakres regulacji otrzymuje się wówczas, gdy uzwojenia stojana i wirnika mają jednakową liczbę zwojów. Po przełączeniu uzwojeń fazowych równolegle, reaktancja dławika zmniejsza się czterokrotnie. Najlepiej jako dławiki nadają się maszyny czterobiegunowe.